# Merkurográfia
A merkurográfia (másik nevén amalgamográfia) nyomdászati lemezkészítési eljárás. Azon alapszik, hogy a higany a vason és a platinán kívül minden fémet megtámad, és foncsort (ónt és ólmot tartalmazó higany-amalgámot) képez, és a lemez foncsoros részei nem veszik fel a nyomdafestéket.